# D.C. Prior
Daniel Christian Prior (født 8. maj 1834 i Hunstrup i Thy, død 31. januar 1925) var en dansk præst.
Prior blev student 1854, cand. theol. 1860, kateket ved Holmens Kirke 1863 og var 1876—1917 1. residerende kapellan ved Frue Kirke i København. Hans navn er særlig knyttet til den danske sømandsmission, som han arbejdede for siden 1875, og hvis ugeblad Havnen han redigerede i 36 år. Også for menighedsplejen var han virksom.